# Parc national de Vyjnytsia
Le parc national de Vyjnytsia  (en ukrainien : Вижницький національний природний парк) est un  parc national de l'oblast de Tchernivtsi situé au nord de l'Ukraine. Le parc est paysagé par la présence de la rivière Tcheremoch et de la Siret (rivière).

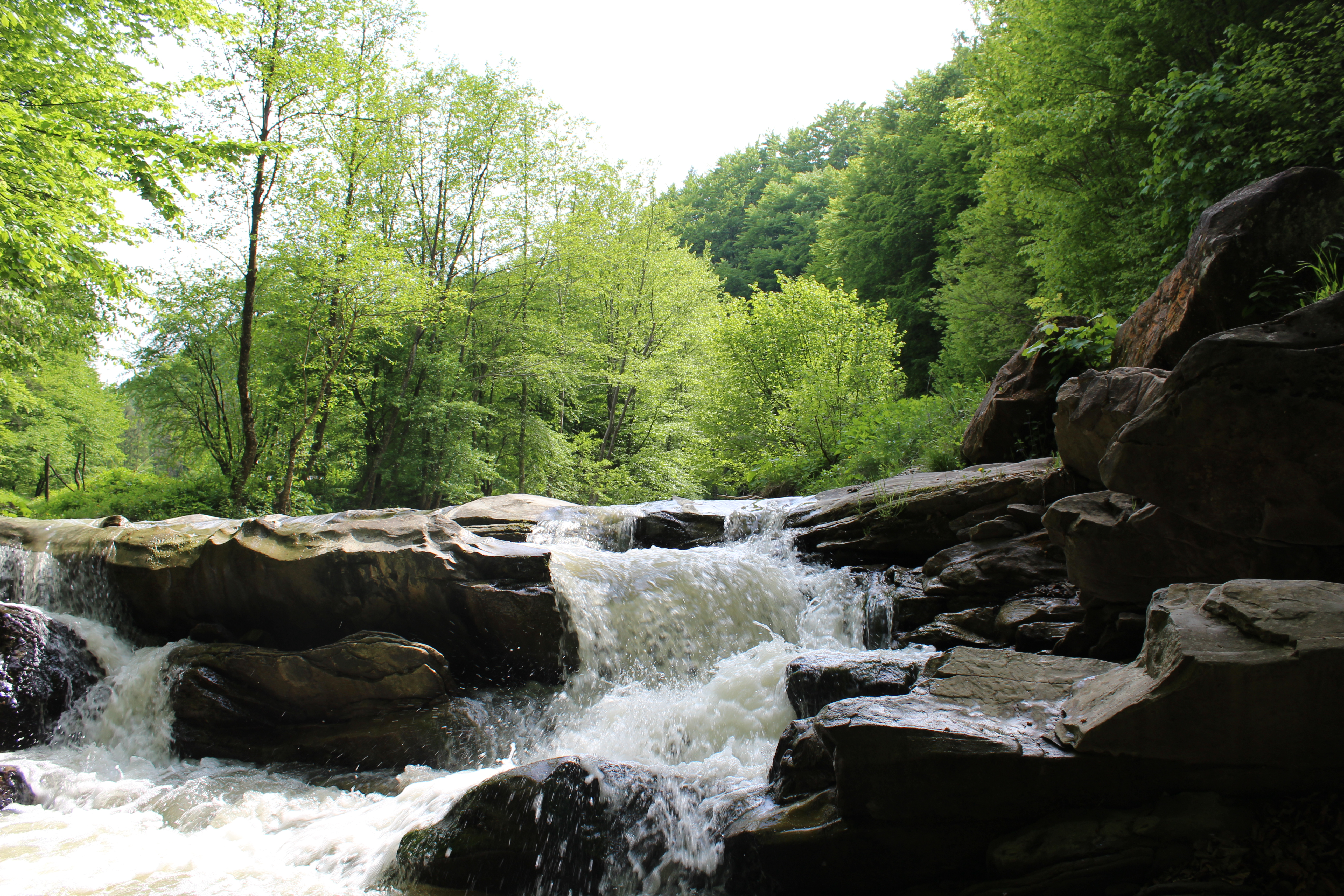
Chute d'eau de Loujki.
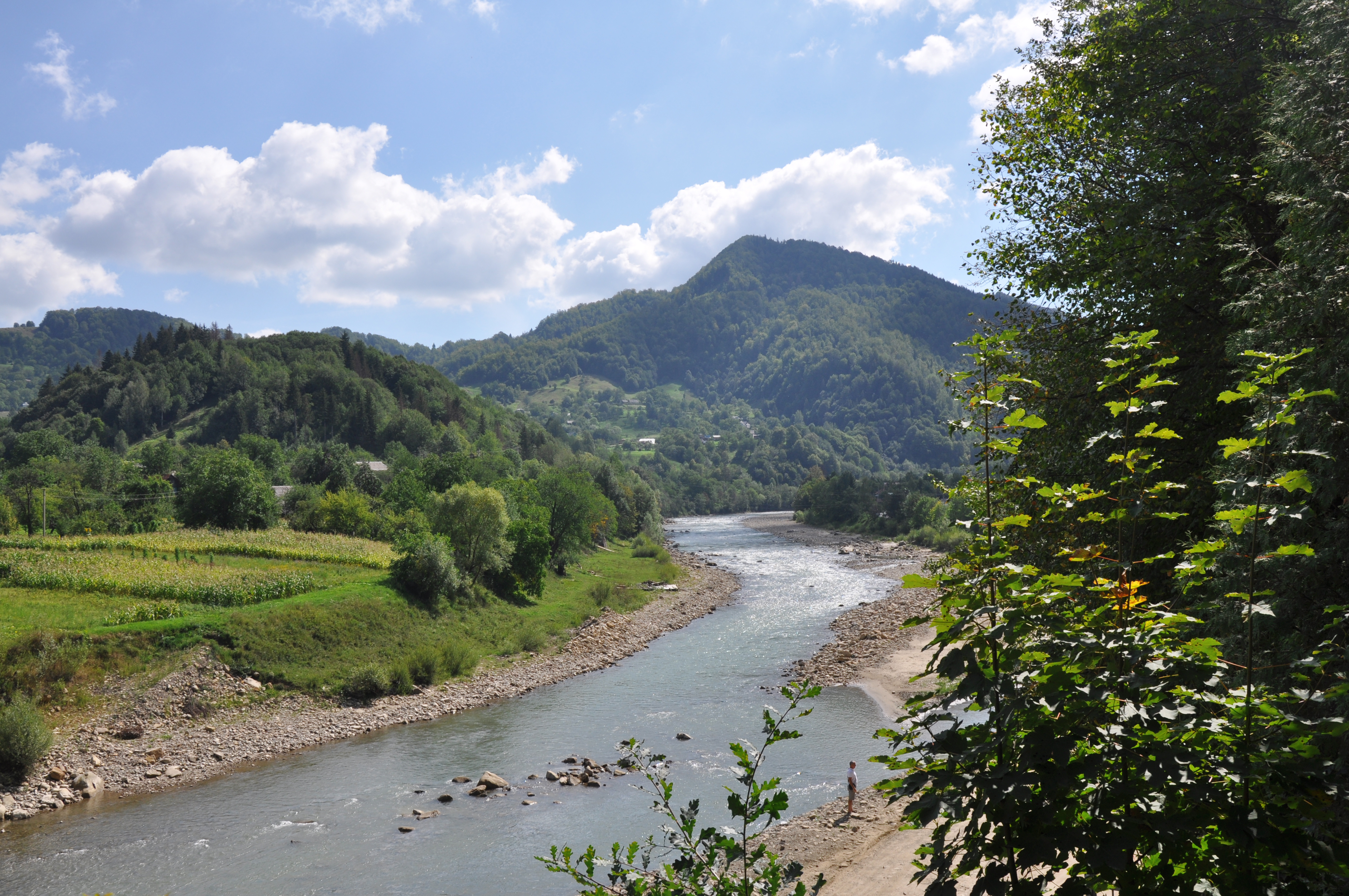
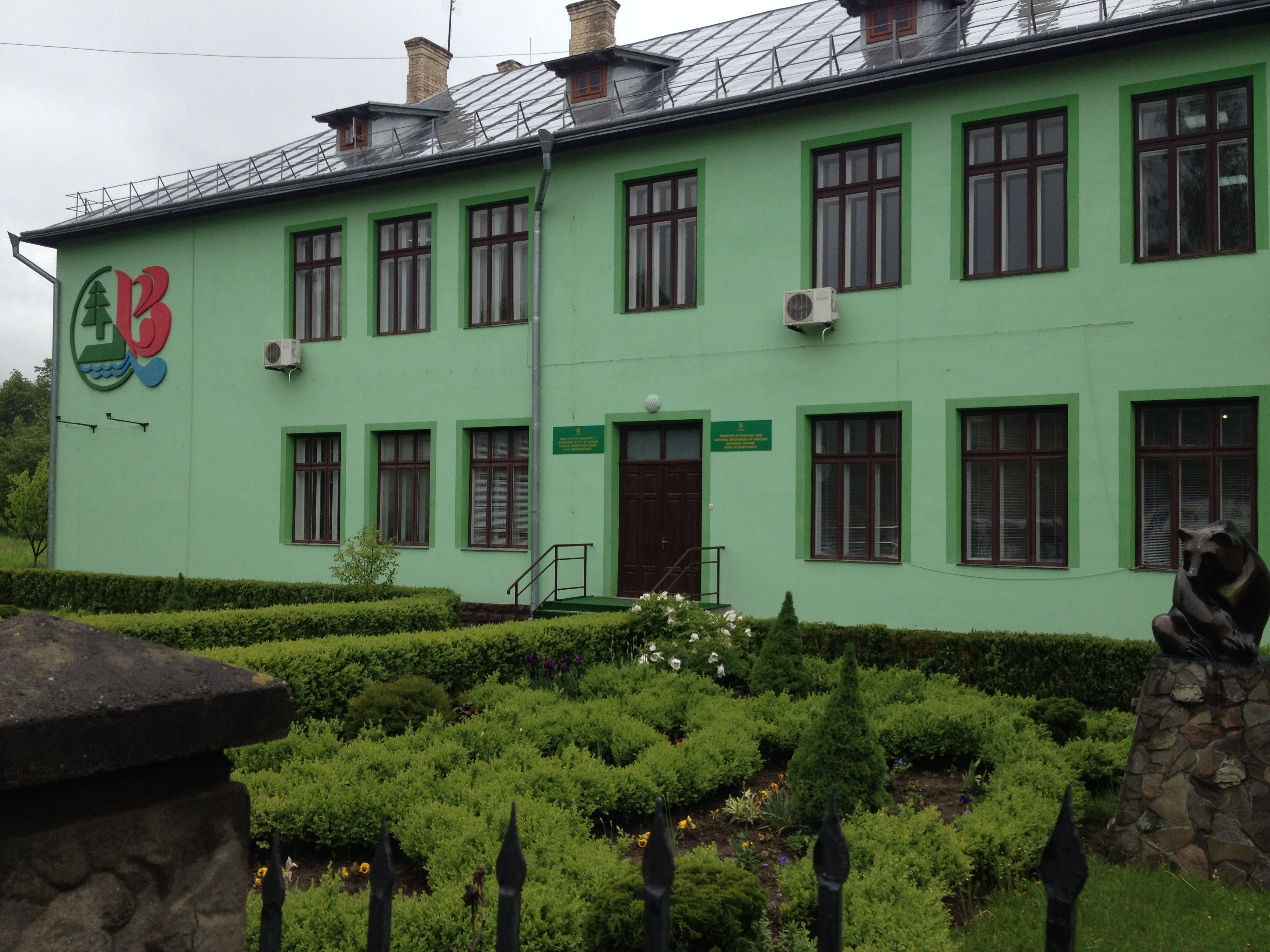
maison du parc à Beregomet.